# アウディ・Q8 e-tron
Q8 e-tronとはアウディが販売する高級EV車である。
発売当初はe-tronの名称で販売されていたが、2022年のフェイスリフトにて現在の車名に変更された。

## 概要

### 発表から量産まで
2015年のフランクフルトモーターショーにてコンセプトモデル「e-tron quattroコンセプト」が初公開され、また2017年の上海モーターショーにてSUVクーペタイプのコンセプトモデル「e-tronスポーツバック」が初公開された。
e-tronの量産プロトタイプは2018年のジュネーブモーターショーで公開され、同年9月にブリュッセル工場にて量産が開始された。市販モデルは同年9月にロサンゼルスで初公開され、ベースモデルは2019年3月、スポーツバックは2020年春に欧州で発売された。日本市場ではベースモデル・スポーツバックともに2021年1月に販売が開始された。

### 設計
Q8 e-tronのプラットフォームはQ5などと共通のMLB Evoプラットフォームで、床下にリチウムイオンバッテリーを搭載する。全長はQ5とQ7の中間に位置する。既存モデルと共通するボディラインとフロントグリルが採用される一方で、アンダーフロアのフラット化やエアロホイールなどの採用により空力が向上し、Cd値はベースモデルで0.28、スポーツバックで0.26に抑えられた。またオプションとして、アウディ初となるバーチャルミラーが採用された。バーチャルミラー搭載時にはCd値がベースモデルで0.27、スポーツバックで0.25まで低下する。量産車へのバーチャルミラーの採用例はレクサス・ESに次ぎ2車種目である。
インテリアも既存モデルに類似したセンターディスプレイとバーチャルコックピットで構成される。スイッチ類を最小限にしつつも、既存のアウディ車から乗り換えても違和感を感じない操作系となっている。

### e-tron S
2020年秋、欧州にてベースモデル・スポーツバックそれぞれに高性能グレード「e-tron S」が追加された。日本では2022年4月に販売開始。
Sモデルは、通常モデルに対してリヤモータが1基追加され、1基のフロントモータと2基のリヤモータで構成される。システム全体の最高出力は370kW（503ps）、最大トルク99.2kg-m（973Nm）を発揮し、ブーストモードONの状態で0-100km/h加速は4.5秒に達する。エクステリアには専用のバンパーとアルミニウムルックのミラーハウジング、専用アルミホイールなどが追加される。またオプションとしてアダプティブ機能をもつデジタルマトリクスLEDヘッドライトが初採用された。

### フェイスリフト
2022年11月にフェイスリフトが実施され、名称がe-tronからQ8 e-tron（スポーツバックはQ8スポーツバック e-tron）に、またSモデルはSQ8 e-tronに変更された。日本では2023年3月に発表された。
エネルギー密度を向上した改良型のバッテリーと、効率を改善した新型のモータが搭載された。またスポイラー等の改良などにより空力性能も改善し、Cd値はQ8 e-tronで0.28から0.27に、Q8スポーツバックe-tronで0.26から0.24に低下した。これらの改良によりバッテリー容量が「50」で24kWh、「55」で16kWh増加し、WLTPモード航続距離は「50」で89km、「55」で78km増加した。
インテリアには旭化成のリサイクル合皮「ディナミカ」が使われたシートや、プラスチック廃棄物から再利用されたシートベルトバックルカバーといったリサイクル素材が新たに採用される。

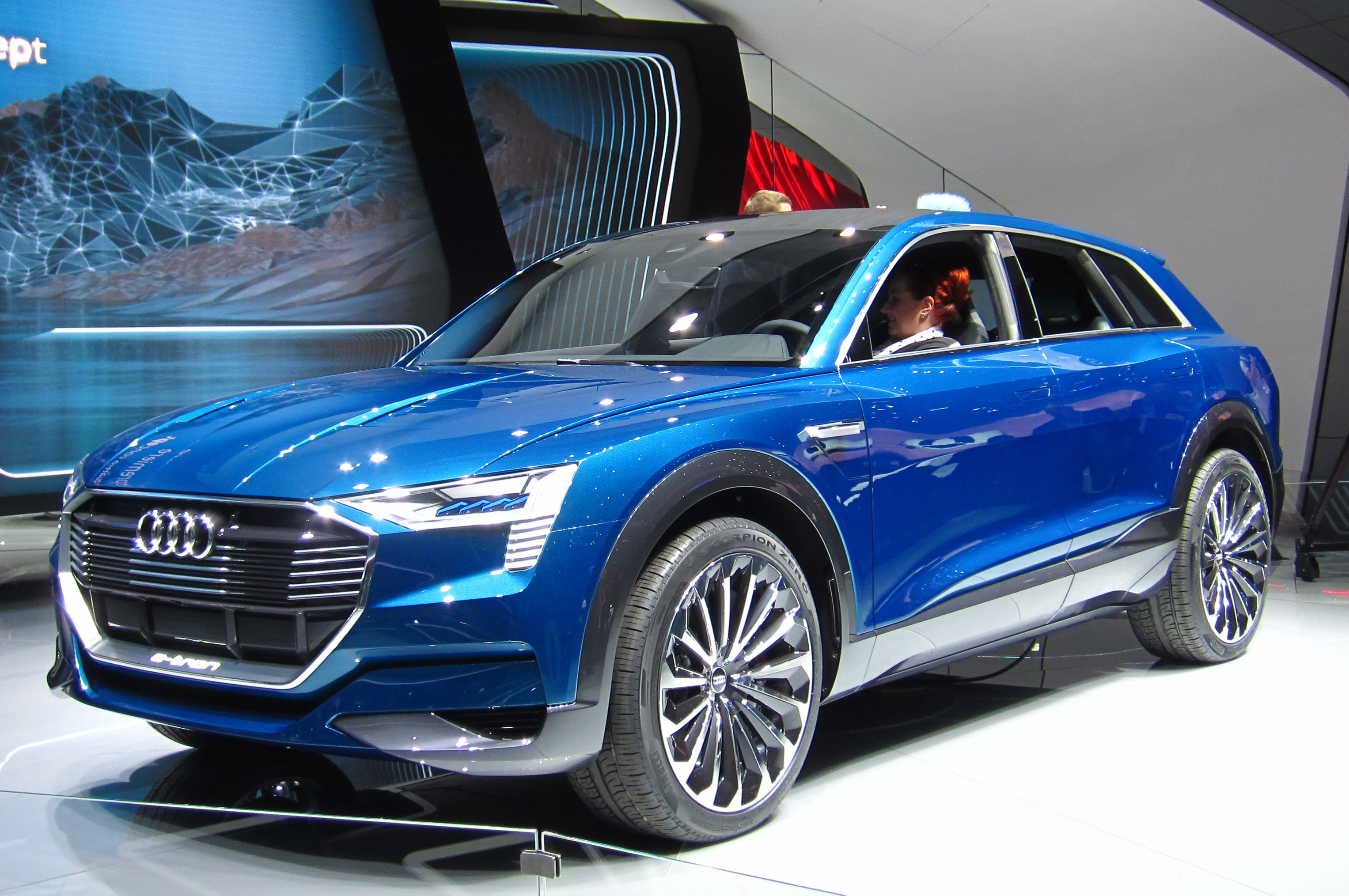
e-tron quattroコンセプト
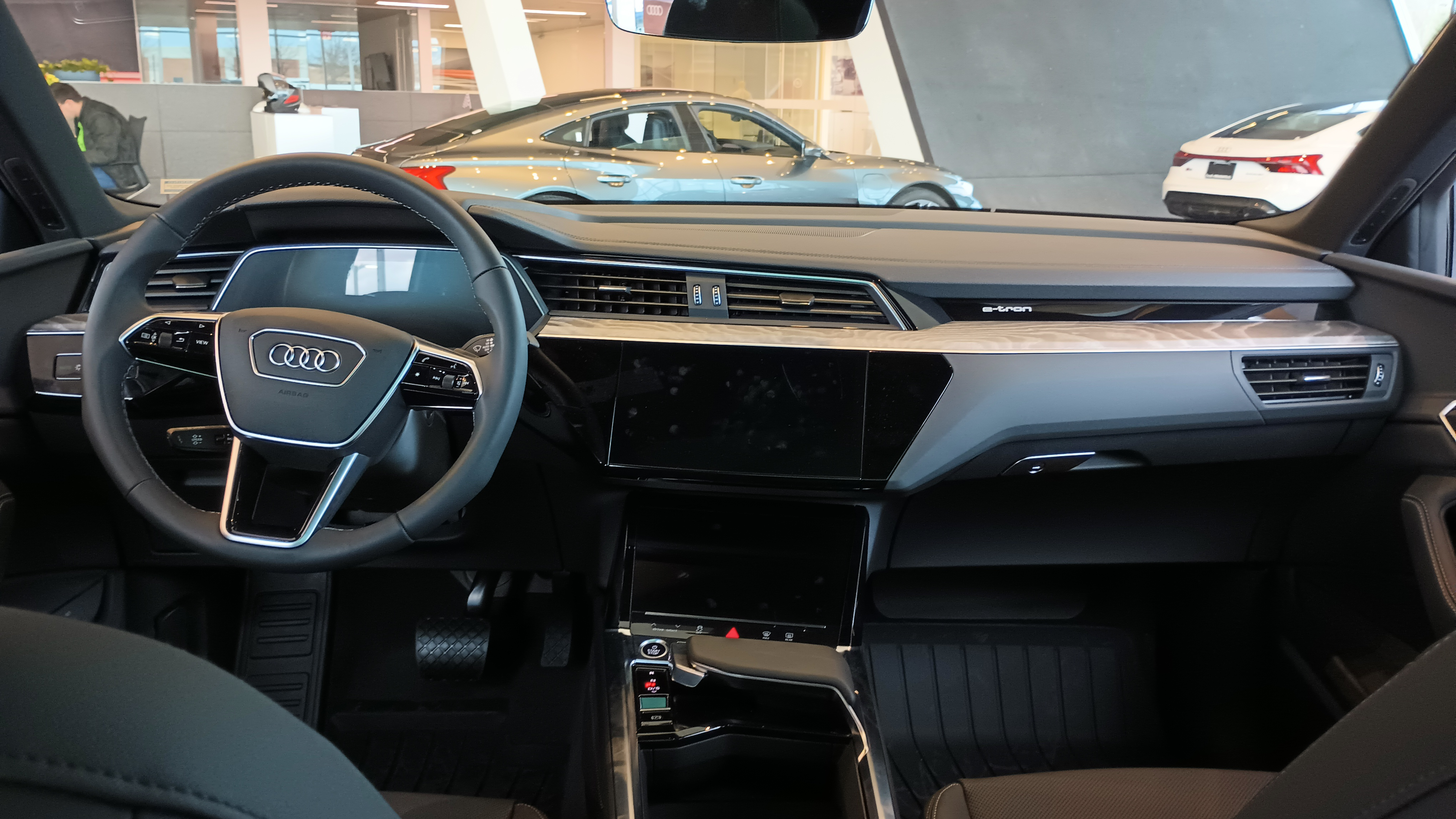
インテリア
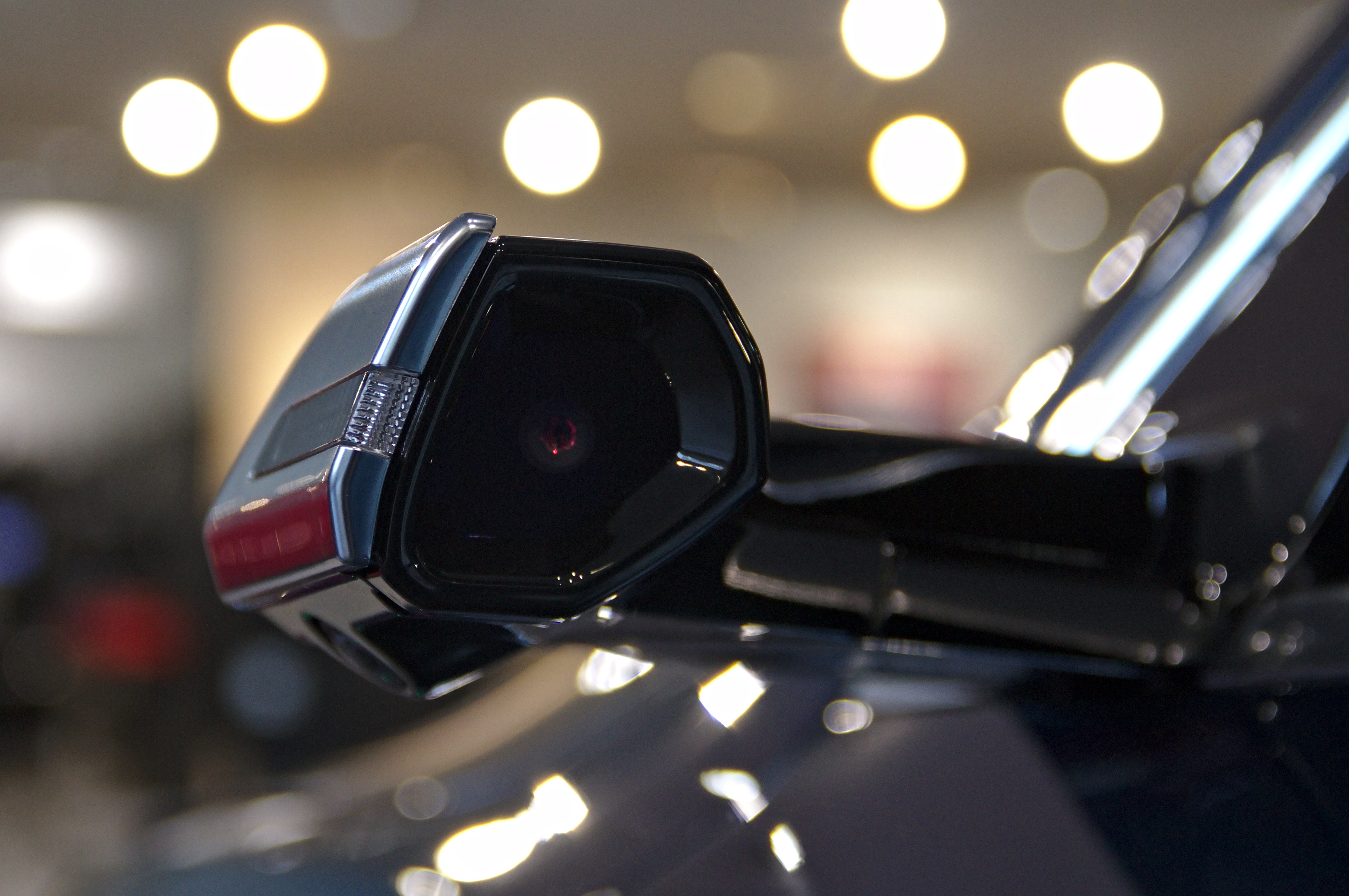
バーチャルミラー
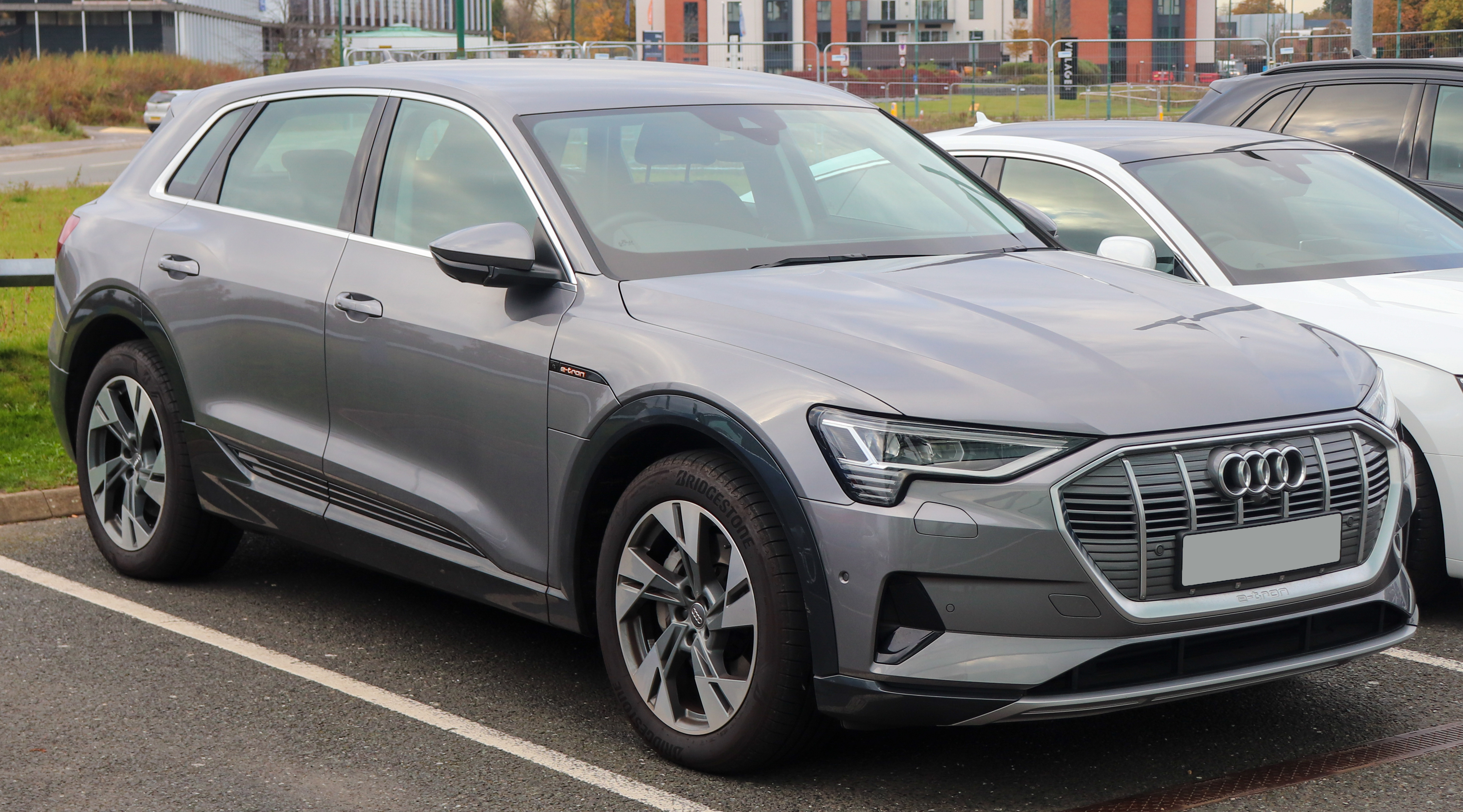
e-tron (フェイスリフト前)
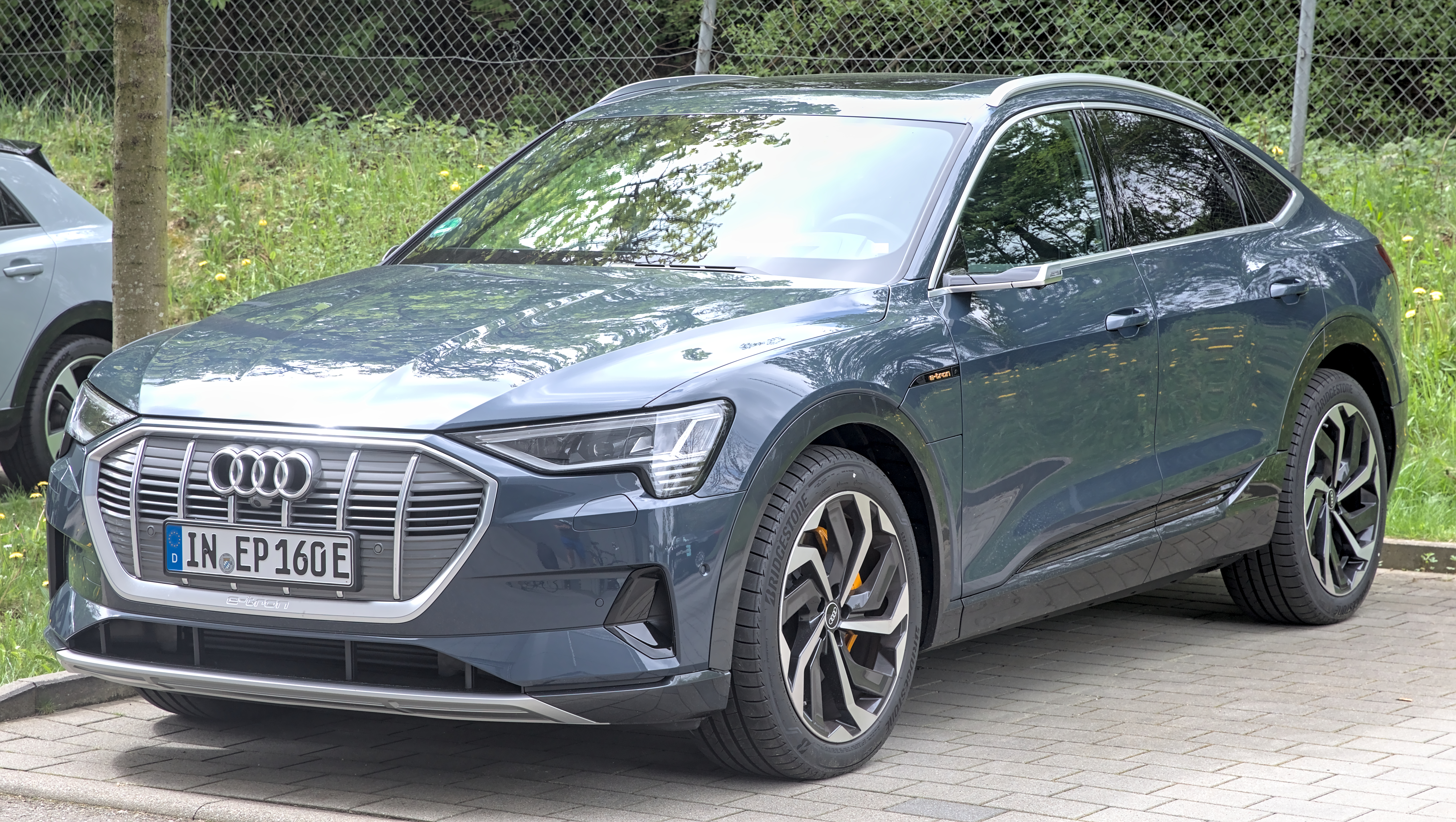
e-tronスポーツバック (フェイスリフト前)
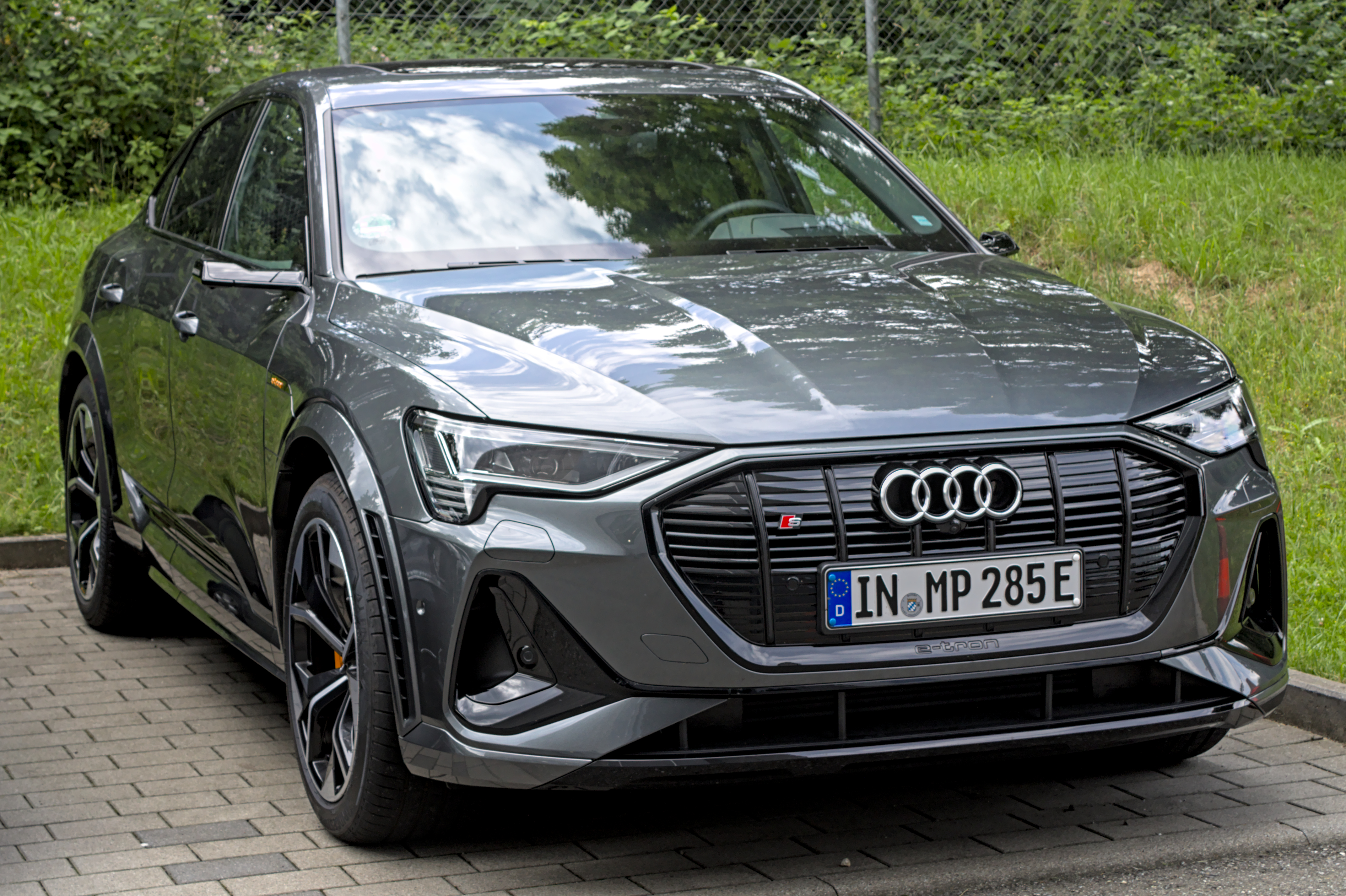
Sスポーツバック (フェイスリフト前)

## 動力
動力のラインナップは以下の通り。ラインナップはベースモデルとスポーツバックで共通。フロントとリヤに1基ずつのモータを搭載し、Sモデル/SQ8ではフロントに1基、リヤに2基のモータを搭載する。磁石材料の調達リスクを避けるため、Q8 e-tronには永久磁石を使わない誘導モータが採用された。
| モデル        | 販売時期        | 駆動方式 | 最高出力        | 最大トルク | バッテリー総容量 | WTLP航続距離 |
| ------------- | --------------- | -------- | --------------- | ---------- | ---------------- | ------------ |
| 50 quattro    | 2019/11-2022/10 | 4WD      | 230 kW (313 PS) | 540 Nm     | 71 kWh           | 283-341 km   |
| Q8 50 quattro | 2022/11-        | 4WD      | 250 kW (340 PS) | 664 Nm     | 95 kWh           | 491-505 km   |
| 55 quattro    | 2019/03-2019/11 | 4WD      | 300 kW (408 PS) | 664 Nm     | 95 kWh           | 358-417 km   |
| 55 quattro    | 2019/11-2022/10 | 4WD      | 300 kW (408 PS) | 664 Nm     | 95 kWh           | 358-436 km   |
| Q8 55 quattro | 2022/11-        | 4WD      | 300 kW (408 PS) | 664 Nm     | 114 kWh          | 582-600 km   |
| S             | 2019/11-2022/10 | 4WD      | 370 kW (503 PS) | 973 Nm     | 95 kWh           | 364-370 km   |
| SQ8           | 2022/11-        | 4WD      | 370 kW (503 PS) | 973 Nm     | 114 kWh          | 494-513 km   |

## 受賞
2019年、ドイツの自動車雑誌Auto Bildが主催するゴールデン・ステアリング・ホイール賞において、大型SUV部門で1位を獲得した。
2020年、日本カー・オブ・ザ・イヤーにおいて、e-tronスポーツバックが「2020-2021 テクノロジー・カー・オブ・ザ・イヤー」を受賞した。

## リコール
2019年6月、アウディはバッテリー火災の危険性があるとしてアメリカ国内での自主回収を発表した。対象は納車済みの約540台を含めて合計1,644台に及ぶ。ワイヤーハーネスシールの欠陥により水分がバッテリー部に侵入し、最悪の場合は火災が発生する危険がある。
火災に至った事例は無いが、水分が溜まったことで｢バッテリ障害ライト｣が点灯した事例は世界的に5例報告された。